# Primera División de Fútbol Femenino 2023 (Chile)
El Campeonato Femenino de Primera División 2023, llamado por razones de patrocinio «Campeonato Femenino SQM 2023», fue la vigésimo cuarta edición del torneo de la Primera División de fútbol femenino de Chile. El torneo se inició el 25 de marzo y finalizó en noviembre de 2023, esto debido a la realización de los Juegos Parapanamericanos Santiago 2023.

## Sistema
Este campeonato tendrá un formato, de una primera rueda todos contra todos y una segunda, dividida en dos grupos de siete equipos. Los siete primeros posicionados de la primera rueda, conformarán automáticamente el Grupo A, en el que jugarán todas contra todas, para definir a los cuatro clubes, que clasificarán a las semifinales del torneo. En tanto, los siete últimos posicionados conformarán el Grupo B, quienes definirán los tres descensos. Esta fase regular finalizará el último fin de semana de septiembre.
En noviembre, luego de la Copa Libertadores Femenina y de los  Juegos Panamericanos, se llevarán a cabo los playoffs entre los cuatro primeros, que definirán a los dos equipos que participarán en la final única.
Descenderá también de categoría el equipo que resulte perdedor en un partido único
disputado entre los equipos que ocupen los lugares 4 y 5 de la Tabla de Posiciones del
grupo, según el orden de prelación establecido en el Art. 72°. Será local el equipo que haya obtenido mejor posición en su tabla al término de la segunda rueda.

## Árbitros
Esta es la lista de todos los árbitros disponibles, que podrán dirigir los partidos de este torneo. Los árbitros que aparecen en la lista, pueden dirigir en las otras dos categorías profesionales, siempre y cuando la ANFP, así lo estime conveniente. 
| Árbitros | Edad | Categoría |
| -------- | ---- | --------- |

## Localización

### Ubicación
|  |

| Equipo                    | Región        | Comuna o ciudad        |
| ------------------------- | ------------- | ---------------------- |
| Deportes Iquique          | Tarapacá      | Iquique                |
| Deportes Antofagasta      | Antofagasta   | Antofagasta            |
| Coquimbo Unido            | Coquimbo      | Coquimbo               |
| Audax Italiano            | Metropolitana | Santiago (La Florida)  |
| Cobresal                  | Metropolitana | Santiago (Puente Alto) |
| Colo-Colo                 | Metropolitana | Santiago (Macul)       |
| Palestino                 | Metropolitana | Santiago (La Cisterna) |
| Santiago Morning          | Metropolitana | Santiago (Recoleta)    |
| Universidad Católica      | Metropolitana | Santiago (Las Condes)  |
| Universidad de Chile      | Metropolitana | Santiago (Ñuñoa)       |
| O'Higgins                 | O'Higgins     | Rancagua               |
| Fernández Vial            | Biobío        | Concepción             |
| Universidad de Concepción | Biobío        | Concepción             |
| Deportes Puerto Montt     | Los Lagos     | Puerto Montt           |

| Audax Italiano Universidad de Chile Colo-Colo Palestino Santiago Morning Universidad Católica Santiago Morning Cobresal \| \| |
| |

|  |

## Relevos
| Pos  | a Primera División |
| ---- | ------------------ |
| Lig. | Coquimbo Unido     |
| Lig. | Cobresal           |

| Pos  | a Primera B        |
| ---- | ------------------ |
| Lig. | Everton            |
| 6°   | Huachipato         |
| 7°   | Deportes La Serena |

| Pos  | a Primera División |
| ---- | ------------------ |
| Lig. | Coquimbo Unido     |
| Lig. | Cobresal           |

| Pos  | a Primera B        |
| ---- | ------------------ |
| Lig. | Everton            |
| 6°   | Huachipato         |
| 7°   | Deportes La Serena |

## Información
| Equipo                    | Ciudad                 | Entrenador          | Estadio                                |
| ------------------------- | ---------------------- | ------------------- | -------------------------------------- |
| Audax Italiano            | Santiago (La Florida)  | Macarena Deichler   | Complejo Deportivo Ciudad de Campeones |
| Cobresal                  | Santiago (Puente Alto) | Mónica Ledezma      | Complejo Deportivo Amador Donoso       |
| Colo-Colo                 | Santiago (Macul)       | Tatiele Silveira    | Monumental                             |
| Coquimbo Unido            | Coquimbo               | Ignacio González    | Complejo Las Rosas                     |
| Deportes Antofagasta      | Antofagasta            | Angie Vega          | Regional Calvo y Bascuñán              |
| Deportes Iquique          | Iquique                | Guillermo Carreño   | Complejo Deportivo Césare Rossi        |
| Deportes Puerto Montt     | Puerto Montt           | Jorge Gómez         | Chinquihue                             |
| Fernández Vial            | Concepción             | Luis Ceballos       | Estadio UDEC                           |
| O'Higgins                 | Rancagua               | Manuel Alarcón      | Monasterio Celeste                     |
| Palestino                 | Santiago (La Cisterna) | Claudio Quintiliani | Complejo Deportivo La Cisterna         |
| Santiago Morning          | Santiago (La Pintana)  | Paula Navarro       | Municipal de La Pintana                |
| Universidad Católica      | Santiago (Las Condes)  | Ángel Hualde        | San Carlos de Apoquindo                |
| Universidad de Chile      | Santiago (Ñuñoa)       | Nicolás Bravo       | Centro Deportivo Azul                  |
| Universidad de Concepción | Concepción             | Marcelo Valenzuela  | Ester Roa Rebolledo                    |

## Tabla Fase Regular
| Pos. | Equipo                    | Pts. | PJ | G  | E | P  | GF | GC | Dif. |  |
| ---- | ------------------------- | ---- | -- | -- | - | -- | -- | -- | ---- |  |
| 1    | Universidad de Chile      | 36   | 13 | 12 | 0 | 1  | 57 | 9  | +48  |  |
| 2    | Colo-Colo                 | 33   | 13 | 11 | 0 | 2  | 63 | 7  | +56  |  |
| 3    | Santiago Morning          | 25   | 13 | 8  | 1 | 4  | 36 | 18 | +18  |  |
| 4    | Deportes Antofagasta      | 25   | 13 | 8  | 1 | 4  | 33 | 30 | +3   |  |
| 5    | Coquimbo Unido            | 21   | 13 | 6  | 3 | 4  | 24 | 22 | +2   |  |
| 6    | Palestino                 | 20   | 13 | 6  | 2 | 5  | 30 | 16 | +14  |  |
| 7    | Universidad Católica      | 20   | 13 | 6  | 2 | 5  | 31 | 26 | +5   |  |
| 8    | Deportes Iquique          | 19   | 13 | 6  | 1 | 6  | 18 | 33 | −15  |  |
| 9    | Universidad de Concepción | 17   | 13 | 5  | 2 | 6  | 27 | 28 | −1   |  |
| 10   | Audax Italiano            | 15   | 13 | 4  | 3 | 6  | 21 | 32 | −11  |  |
| 11   | Cobresal                  | 13   | 13 | 3  | 4 | 6  | 14 | 25 | −11  |  |
| 12   | Deportes Puerto Montt     | 12   | 13 | 4  | 0 | 9  | 17 | 49 | −32  |  |
| 13   | O'Higgins                 | 4    | 13 | 1  | 1 | 11 | 10 | 53 | −43  |  |
| 14   | Fernández Vial            | 3    | 13 | 1  | 0 | 12 | 10 | 43 | −33  |  |

Actualizado a los partidos jugados el 18 de junio de 2023.
 Fuente: Campeonato Chileno
     Acceden al Grupo A
     Acceden al Grupo B
| Sanciones |
| --- |
| - Colo-Colo fue sancionado con la pérdida de 3 puntos, tras el fallo del Tribunal de Disciplina de la ANFP, por la mala inscripción de la jugadora Alexia Gallardo en el partido de la primera fecha ante Cobresal. Los puntos perdidos fueron otorgados al rival, además de entregarle el triunfo por 3-0. - O'Higgins recibió los tres puntos con un resultado favorable de 3-0 en su partido de la segunda fecha ante Fernández Vial, por incumplimiento del reglamento por parte de este último al no contar con ambulancia en el recinto deportivo donde se iba a realizar el encuentro. - Deportes Puerto Montt recibió los tres puntos con un resultado favorable de 3-0 en su partido de la primera fecha ante Universidad de Concepción, por incumplimiento del reglamento por parte de este último por incorporar a tres jugadores no inscritas en el partido. |

## Grupo A
| Pos. | Equipo               | Pts. | PJ | G | E | P | GF | GC | Dif. |  |
| ---- | -------------------- | ---- | -- | - | - | - | -- | -- | ---- |  |
| 1    | Colo-Colo            | 14   | 6  | 4 | 2 | 0 | 20 | 4  | +16  |  |
| 2    | Santiago Morning     | 10   | 6  | 2 | 4 | 0 | 6  | 2  | +4   |  |
| 3    | Coquimbo Unido       | 9    | 6  | 2 | 3 | 1 | 11 | 10 | +1   |  |
| 4    | Universidad de Chile | 9    | 6  | 2 | 3 | 1 | 8  | 7  | +1   |  |
| 5    | Universidad Católica | 5    | 6  | 1 | 2 | 3 | 7  | 11 | −4   |  |
| 6    | Palestino            | 5    | 6  | 1 | 2 | 3 | 4  | 13 | −9   |  |
| 7    | Deportes Antofagasta | 3    | 6  | 1 | 0 | 5 | 5  | 11 | −6   |  |

Actualizado a los partidos jugados el 30 de septiembre de 2023.
 Fuente: Campeonato Chileno
     Acceden a Play-Offs
| Sanciones |
| --- |
| - Universidad de Chile fue sancionada con la resta de 3 puntos, debido a que en el partido ante Santiago Morning, utilizó en cancha a una jugadora que estaba suspendida, por acumulación de tarjetas amarillas. |

## Grupo B
| Pos. | Equipo                    | Pts. | PJ | G | E | P | GF | GC | Dif. |  |
| ---- | ------------------------- | ---- | -- | - | - | - | -- | -- | ---- |  |
| 1    | Deportes Iquique          | 12   | 6  | 3 | 3 | 0 | 10 | 4  | +6   |  |
| 2    | Universidad de Concepción | 10   | 6  | 3 | 1 | 2 | 9  | 6  | +3   |  |
| 3    | Audax Italiano            | 10   | 6  | 3 | 1 | 2 | 10 | 11 | −1   |  |
| 4    | Fernández Vial (D)        | 9    | 6  | 2 | 3 | 1 | 11 | 9  | +2   |  |
| 5    | Cobresal                  | 9    | 6  | 3 | 0 | 3 | 8  | 8  | 0    |  |
| 6    | Deportes Puerto Montt (D) | 7    | 6  | 2 | 1 | 3 | 8  | 9  | −1   |  |
| 7    | O'Higgins (D)             | 1    | 6  | 0 | 1 | 5 | 6  | 15 | −9   |  |

Actualizado a los partidos jugados el 1 de octubre de 2023.
 Fuente: Campeonato Chileno
     Se mantiene en Primera División
     Juegan Partido de Promoción
     Desciende a la Primera B

## Fase Final
|  | Semifinal            | Semifinal            | Semifinal        | Semifinal        |   |           | Final     | Final | Final |  |
|  |                      |                      |                  |                  |   |           |           |       |       |  |
|  |                      |                      |                  |                  |   |           |           |       |       |  |
|  | Universidad de Chile | Universidad de Chile | 1                | 1                |   |           |           |       |       |  |
|  | Universidad de Chile | Universidad de Chile | 1                | 1                |   |           |           |       |       |  |
|  | Colo-Colo            | Colo-Colo            | 1                | 3                |   |           |           |       |       |  |
|  | Colo-Colo            | Colo-Colo            | 1                | 3                |   | Colo-Colo | Colo-Colo | 3     |       |  |
|  |                      |                      |                  |                  |   | Colo-Colo | Colo-Colo | 3     |       |  |
|  |                      |                      | Santiago Morning | Santiago Morning | 2 |           |           |       |       |  |
|  | Coquimbo Unido       | Coquimbo Unido       | Santiago Morning | Santiago Morning | 2 | 0         | 0         |       |       |  |
|  | Coquimbo Unido       | Coquimbo Unido       |                  |                  |   | 0         | 0         |       |       |  |
|  | Santiago Morning     | Santiago Morning     | 2                | 1                |   |           |           |       |       |  |
|  | Santiago Morning     | Santiago Morning     | 2                | 1                |   |           |           |       |       |  |
|  |                      |                      |                  |                  |   |           |           |       |       |  |

## Campeón
|             |
| Bicampeón   |
| Colo-Colo   |
| 15.º título |
|             |

## Definición Chile 2
Universidad de Chile (subcampeón 2022) y Santiago Morning (tercero de la primera fase) definieron al segundo equipo chileno que disputará la Copa Libertadores Femenina 2023, acompañando al actual campeón Colo-Colo en la cita continental.
| 30 de julio de 2023, 16:30 | Universidad de Chile                               | 1:1 (0:0) (5:3 p.)         | Santiago Morning                       | Bicentenario, La Florida |                          |
|                            | Caniguán 90+2'                                     | Reporte                    | Pardo 51'                              | Árbitro(s): Diego Flores | Árbitro(s): Diego Flores |
|                            |                                                    | Tiros desde el punto penal |                                        |                          |                          |
|                            | Orellana · Gutiérrez · Zamora · Pinilla · Guerrero |                            | Soruco · Navarrete · Pardo · Hernández |                          |                          |

- Universidad de Chile clasificó a la Copa Libertadores Femenina 2023 como Chile 2.

## Promoción
Fernández Vial (cuarto lugar del Grupo B) y Cobresal (quinto lugar Grupo B), disputaron a partido único la permanencia en la Primera División del fútbol chileno, en la cancha del mejor ubicado en la fase mencionada.
| 15 de octubre de 2023, 11:00 | Fernández Vial                                    | 0:0 (3:4 p.)               | Cobresal                                   | Municipal, Hualqui         |                            |
|                              |                                                   | Reporte                    |                                            | Árbitro(s): Rodrigo Farías | Árbitro(s): Rodrigo Farías |
|                              |                                                   | Tiros desde el punto penal |                                            |                            |                            |
|                              | Pérez · Castilla · Pincheira · Calbucura · Torres |                            | Tapia · Muñoz · Vásquez · Guzmán · Vergara |                            |                            |

- Cobresal se mantiene en la Primera División, para la temporada 2024. Por su parte, Fernández Vial deberá jugar en la Primera B, para esa misma temporada.

## Goleadoras
- Actualizado: 25 de noviembre de 2023

| Jugadora           | Equipo                    | Goles |
| ------------------ | ------------------------- | ----- |
| Javiera Grez       | Colo-Colo                 | 17    |
| Isidora Olave      | Colo-Colo                 | 17    |
| Rebeca Fernández   | Universidad de Chile      | 14    |
| Bárbara Sánchez    | Universidad de Chile      | 14    |
| Agustina Heyermann | Universidad Católica      | 13    |
| Camila Gómez Ares  | Universidad de Concepción | 13    |